# Alaminós
Alaminós (grec moderne : Αλαμινός) est un village chypriote situé dans le district de Lárnaca et comptant plus de 345 habitants.